# Гран-при Ивана Поддубного 2007
Гран-при Ивана Поддубного 2007 года состоялся в Москве 19-21 января. В турнире приняли участие 130 борцов из девяти стран.

## Командный зачёт
| Место | Страна     | Золото | Серебро | Бронза | Всего |
| ----- | ---------- | ------ | ------- | ------ | ----- |
| 1     | Россия     | 7      | 7       | 10     | 24    |
| 2     | Беларусь   | 0      | 0       | 2      | 2     |
| 3     | Казахстан  | 0      | 0       | 1      | 1     |
| 3     | Узбекистан | 0      | 0       | 1      | 1     |

## Медалисты
| Категория | Золото             | Серебро           | Бронза             |
| --------- | ------------------ | ----------------- | ------------------ |
| до 55 кг  | Заур Курамагомедов | Сергей Петров     | Максим Мордовин    |
| до 55 кг  | Заур Курамагомедов | Сергей Петров     | Виктор Кораблёв    |
| до 60 кг  | Ислам-Бек Альбиев  | Вячеслав Джасте   | Дильшод Арипов     |
| до 60 кг  | Ислам-Бек Альбиев  | Вячеслав Джасте   | Андрей Клиняев     |
| до 66 кг  | Амбако Вачадзе     | Максим Семёнов    | Александр Чехиркин |
| до 66 кг  | Амбако Вачадзе     | Максим Семёнов    | Евгений Бачко      |
| до 74 кг  | Александр Кикинев  | Евгений Попов     | Алексей Иванов     |
| до 74 кг  | Александр Кикинев  | Евгений Попов     | Асет Адилов        |
| до 84 кг  | Алексей Мишин      | Эльдар Гудов      | Олег Шокалов       |
| до 84 кг  | Алексей Мишин      | Эльдар Гудов      | Армен Григорян     |
| до 96 кг  | Роман Марченко     | Василий Теплоухов | Сергей Ярошевич    |
| до 96 кг  | Роман Марченко     | Василий Теплоухов | Рустам Тотров      |
| до 120 кг | Хасан Бароев       | Александр Анучин  | Александр Екимов   |
| до 120 кг | Хасан Бароев       | Александр Анучин  | Иосиф Чугошвили    |